# Примордијална божанства грчке митологије
Примордијална божанства грчке митологије представљају прву генерацију божанстава, насталу на почетку свемира, коју су наслиједили Титани, а затим и Олимпски богови. Њихово име Протогени (грч. Πρωτογενοι, једнина Протоген или Протогенос) значи „прворођени“ или „древни“.
Примордијална божанства су прва бића која су настала. Они обликују сами свемир и као такви су бесмртни. Група су божанстава од којих су сва остала настала. Након њих власт над свемиром су преузели Титани, дјеца Геје и Урана.

## Настанак
Углавном се сматра да су прва божанства која су настала из Хаос(а), мада неки извори помињу два божанства која су била родитељи осталих. Ова божанства представљају различите елементе природе. Хаос је некада сматрана супругом Хрона умјесто Ананке. Примордијалне богиње могу добити дјецу партеногенезом, као и полним односима.

## Божанства према Хесиоду
Према Хесиодовој Теогонији (око 700. године п. н. е.):
- Хаос (празнина, почетак, ваздух смртника) – бесполно (некада женског род)
  - Ереб (тама) – м. и Никта (ноћ) – ж.
    - Етер (свјетлост, ваздух богова) – м. и Хемера (дан) – ж.

  - Геја (Мајка Земља) – ж.
    - Уран (небо) – м.
    - Уреја (планине) – м.
    - Понт (вода, мора) – м.

  - Тартар (велика паклена јама, која је посматрана и као божанство и као подземни свијет) – м.
  - Ерос (љубав) – м.

## Божанства према осталим изворима
- Ананка (потреба) – ж.
- Хрон (вријеме) – м.
- Фан (појава) или Химер или Ерос (стварање) или Протоген (прворођени) – м. (некада описан као хермафродит, али углавном означен као мушког рода)
- Фусида (природа) или Тесида (стварање) – ж.
- Неси (острва) – ж.
- Таласа (море) – ж.
- Офион (змија; често се поистовјећује са Ураном, Океаном, Фаном, или Хроном) – м.
- Еуринома – ж.

## Другачији родослови
Антички Грци су имали много различитих идеја о својим примордијалним божанствима, које су касније прихватили Римљани. Многи родослови које су смислили грчки пјесници имају различите богове као првонастале.

### Илијада
„Илијада“, an еп о Тројанском рату, који се приписује Хомеру, (усмено предање 700. или 600. године п. н. е.) говори да је Океан (вјероватно и његова жена Тетија) отац свих божанстава.

### Алкман
Алкман (око 600. године п. н. е.) сматра да је Тетида прва богиња, која је направила poros „пут“, tekmor „путоказ“ и skotos „таму“ у непрокрченој, безизражајној празнини.

### Орфизам
Орфичка поезија (око 530. п. н. е.) је поставила Никту (Ноћ) као прво божанство. Такође, према орфичкој традицији, Фан (мистично орфичко божанство свјетлости и стварања, некада поистовјећен са старијим Еросом) је првобитни владар свемира, који се излегао из космичког јајета.

### Аристофан
Аристофан (око 456–386. п. н. е.) је написао у својим „Птицама“ да је Никта прво божанство и да је она произвела Ероса из јајета.

### Филозофи
И филозофи класичне Грчке су градили своје космогоније, са својим примордијалним божанствима:
- Ферекид са Сироса (око 600–550. п. н. е.) је представио Хрона као прво божанство у свом „Хептамиху“.
- Емпедокле (око 490–430. п. н. е.) написао је да су Афродита и Арес прва божанства. Они су изградили свемир од четири елемента својим моћима љубави и раздора.
- Платон је око 360. п. н. е. увео је у свом „Тимају“ појам демијурга, божанства које ствара свијет помоћу идеја и материје.

## Галерија
- Ананка
- Ерос/Фан
- Геја рађа Ерихтонија
- Никта
- Океан
- Понт
- Таласа
- Тетија
- Кастрација Урана
- Хемера
- Хрон